# Emerson (Iowa)
Emerson is een plaats (city) in de Amerikaanse staat Iowa, en valt bestuurlijk gezien onder Mills County.

## Demografie
Bij de volkstelling in 2000 werd het aantal inwoners vastgesteld op 480. In 2006 is het aantal inwoners door het United States Census Bureau geschat op 508, een stijging van 28 (5,8%).

## Geografie
Volgens het United States Census Bureau beslaat de plaats een oppervlakte van 0,6 km², geheel bestaande uit land. Emerson ligt op ongeveer 306 m boven zeeniveau.

## Plaatsen in de nabije omgeving
De onderstaande figuur toont nabijgelegen plaatsen in een straal van 16 km rond Emerson.